# Albert Detaille
Pour les articles homonymes, voir Detaille.
Albert Detaille né à Marseille le 12 février 1903 décédé dans la même ville le 6 novembre 1996 est un photographe et éditeur.

## Biographie
Fils du photographe Fernand Detaille, Albert apprend le dessin à l'école des Beaux-Arts puis collabore avec son père. Il fait ses études au lycée Thiers. Ses studios sont situés au no 77 de la Canebière. Son atelier est endommagé par l'incendie des Nouvelles Galeries qui a lieu le 28 octobre 1938. 
Il publie plusieurs ouvrages dont :
- La Provence merveilleuse, des légendes chrétiennes aux sentons, Marseille, Detaille, 1953, 146 p. (OCLC 891421801).
- Navires de Provence, des galères aux derniers voiliers avec un avant-propos d'Édouard Peisson (1955)
- Provence des mas et bastides, Marseille, Detaille, 1972, 145 p. (OCLC 886419244).

Il est élu à l'Académie de Marseille le 6 juin 1963. Il se retire en 1978 pour laisser la place à son fils Gérard Detaille qui est conseiller municipal à Marseille. En 1987 les studios sont transférés à la rue Paradis.